# Христофор Хесапчиев
Христофор Георгиев Хесапчиев е български офицер (генерал-майор) и действителен член на БКД (от 1898 г.).

## Биография
Христофор Хесапчиев е роден на 6 февруари 1858 г. в Ерусалим, където родителите му българи габровци са на поклонение на Божи гроб. Израства в Габрово и в 1877 година завършва Априловската гимназия, а през 1879 г. завършва в първия випуск на Военното училище в София, през ноември е произведен в чин подпоручик и зачислен към 12-а пехотна дружина. През 1880 г. завършва специален курс на Константиновското пехотно училище, през 1883 г. Николаевската академия на Генералния щаб в Санкт Петербург, а на 30 август е произведен в чин поручик. През 1885 г. завършва и висшата офицерска кавалерийска школа в същия град, а на 30 август произведен в чин ротмистър.

### Сръбско-българска война (1885)
През Сръбско-българската война (1885) е помощник на началник-щаба на войската. Изпратен е на Сливнишката позиция да я разучи и е негова заслугата за избора на позицията. Участва в боевете при селата Алдомировци и Раяновци (5 ноември 1885 г.). Автор е на доклада за развитието на бойните действия до началник-щаба на войската. За заслугите си през война е награден с Орден „За храброст“ IV степен.
След войната в периода 28 август 1886 – 28 януари 1887 г. е началник на Военното училище в София. През ноември 1886 г. участва в неуспешен опит за метеж срещу властта, арестуван и отстранен от поста. Началник на Учебно-информационното бюро при щаба на войската и втори редактор на военните издания. През 1895 г. е произведен в чин майор, а в периода 1896 – 1898 г. е командир е на 6-и пехотен търновски полк. Кандидат е за военен министър на Съединистката партия през 1896 г. От 1898 е действителен член на Българската акдемия на науките.
От военната служба се прехвърля в дипломатическата и в периода 1899 – 1904 г. е военно аташе в Белград, като на 14 февруари 1900 г. е произведен в чин подполковник. На 14 февруари 1904 г. е произведен в чин полковник и в периода 1904 – 1905 г. е български дипломатически агент в Белград. Подписва съюзния договор със Сърбия от 1904 година. През същата година е пълномощен пратеник на България на Първата конференция за мира в Хага. По-късно от 7 октомври 1905 до 19 юли 1909 г. е дипломатически агент в Букурещ, след което до 7 януари 1911 г. е пълномощен министър на България в Букурещ. На 11 октомври 1910 г. е произведен в първия генералски чин генерал-майор.

### Балканска война (1912 – 1913)
През Балканската война (1912 – 1913) е представител на българската войска при Гръцката главна квартира. Христо Силянов пише с голямо възмущение за срещата си с Хесапчиев.
| „ | Не би бил в състояние да засегне самолюбието ни и един Хесапчиев, за чието внимание и кулантност в обикновено време ни най-малко не бихме държали. Но как болезнено ни засегна пренебрежението и простащината на председателя на България при гръцката главна квартира тук, в Лерин, и в такъв момент! | “ |

### Първа световна война (1915 – 1918)
През Първата световна война (1915 – 1918) е генерал за поръчки.
Посвещава на научна и публицистична дейност. Автор е на трудове и учебници по тактика и военна топография.
През последните години от живота си (след 1929 г.), Хесапчиев работи върху мемоарите си, обхващащи период от 15 години (1899 – 1914 г.), наситени със значими събития от историята на Югоизточна Европа. Озаглавеният „Дипломатическо-военни спомени (1899 – 1914 г.)“ ръкопис се пази в архива на Българската академия на науките и е публикуван едва през 1993 г.
Генерал-майор Христофор Хесапчиев умира на 15 май 1938 г. в София.
През 2003 г. в Румъния е публикувана книгата „Спомени на един български дипломат в Румъния“ (Amintirile unui diplomat bulgar in Romania), представляваща превод на румънски език на част от мемоарите на Хесапчиев, обхващаща периода 1905 – 1910 г.
Част от архивите му се съхраняват във фонд №17 на Българския исторически архив в Националната библиотека „Св. св. Кирил и Методий“.

## Военни звания
- Прапоршчик (10 май 1879)
- Подпоручик (1 ноември 1879, преименуван)
- Поручик (30 август 1882)
- Капитан (30 август 1885)
- Майор (1895)
- Подполковник (14 февруари 1900)
- Полковник (14 февруари 1904)
- Генерал-майор (11 октомври 1910)

## Награди
- Орден „За храброст“ IV степен, 1-ви клас
- Орден „Св. Александър" IV степен с мечове по средата
- Орден „За военна заслуга“ II степен на обикновена лента
- Медал „За наука и изкуство“